# 佩拉維尼謝
50°46′27″N 33°31′10″E / 50.77417°N 33.51944°E
普拉維尼什切（烏克蘭語：Плавинище）是位於烏克蘭東北部的村莊，由蘇梅州羅姆內區的羅姆內市鎮負責管轄。該村處於蘇拉河右岸，分別距離扎格列別爾利亞1.5公里和羅姆內2公里，海拔高度118米，2001年人口1,139。